# KFC Sint-Lenaarts
Maillots
Dernière mise à jour : 9 janvier 2025.
Le Koninklijke Football Club Sint-Lenaarts est un club de football belge basé à Saint-Léonard. Le club évolue en Division 3 Amateur lors de la saison 2018-2019. C'est sa 12e saison consécutive dans les séries nationales belges.

## Histoire
En 1916, le premier cercle sportif de la commune de Saint-Léonard est créé et comprend des sections de football et de cyclisme. Un an plus tard, la section football se détache du club et devient le Football Club Sint-Lenaarts. Le 24 novembre 1928, le club s'affilie à l'Union Belge et reçoit le matricule 1357. Il débute en compétition officielle lors de la saison 1929-1930, terminant à la troisième place de sa série de troisième régionale, ce qui lui permet de monter directement au niveau supérieur. En 1933, le club remporte le titre en deuxième régionale et est promu en deuxième provinciale, le plus haut niveau avant les séries nationales à l'époque. Il en est relégué trois ans plus tard et joue ensuite en deuxième régionale jusqu'au début des années 1950. Il remonte parmi l'élite provinciale en 1951 mais est relégué un an plus tard. Le club passe le reste de la décennie en « P2 » et est reconnu « Société Royale » le 21 octobre 1954. Un nouveau titre décroché en 1959 lui permettant de remonter en première provinciale. Un retour de courte durée, l'équipe étant reléguée deux ans plus tard.
Le KFC Sint-Lenaarts joue au deuxième niveau provinciale jusqu'en 1975. Ensuite, deux relégations successives le renvoient en quatrième provinciale, le plus bas niveau dans la hiérarchie du football belge. Toutefois, il remporte deux titres de champion consécutifs et remonte directement en « P2 ». En 1982, le club retrouve l'élite provinciale pour trois saisons avant de redescendre. Deux nouvelles relégations en 1988 et 1989 le font chuter à nouveau jusqu'en « P4 ». Il y reste deux saisons puis remporte le titre en 1991, suivi d'un autre douze mois plus tard pour revenir en deuxième provinciale. En 1999, le club remporte sa série et est promue parmi l'élite provinciale. Après deux participations au tour final, le club décroche le titre provincial en 2007 et accède pour la première fois de son histoire à la Promotion, le quatrième niveau national.
Le club s'installe directement dans le subtop du classement et termine sa première saison en nationales à la cinquième place. Il termine ensuite deux fois quatrième, une place qui lui permet de participer au tour final pour la montée en Division 3 en 2009-2010, dont il est éliminé au premier tour par Ciney. Le club se stabilise dans le milieu de classement les saisons suivantes, sa plus mauvaise place finale étant une dixième position en 2013-2014.
Lors de la réforme des compétitions et la scission des séries selon les régime linguistique sous le 3e niveau, en 2016; le K. FC St-Lenaarts termine à la 5e place de la saison régulière mais manque son tour final pour rester en « D4 ». Contraint par le sort de passer par le tour préliminaire, le club gagne son duel contre Berlare « 2-1 » après prolongation. Mais il est ensuite éliminé par Zwarte Leeuw  « 2-3 ». Se retrouvant au nouveau 5e étage national, à savoir la « Division 3 Amateur VFV », le cercle termine à la 3e place puis gagne le droit de monter en allant gagner au K. SC Dikkelvenne « 0-3 ».
Le retour au 4e niveau en 2017-2018 n'est pas une réussite. Le matricule 1357 termine à la dernière place de sa série et retourne « Division 3 VV ».

## Résultats dans les divisions nationales
Statistiques mises à jour le 9 août 2021 - au terme de la saison 2020-2021

### Bilan
| Niv | Divisions     | Jouées | Titres | TM Up | TM Down |
| --- | ------------- | ------ | ------ | ----- | ------- |
| I   | 1re nationale | 0      | 0      |       |         |
| II  | 2e nationale  | 0      | 0      |       |         |
| III | 3e nationale  | 0      | 0      |       |         |
| IV  | 4e nationale  | 10     | 0      | 1     |         |
| V   | 5e nationale  | 4      | 0      | 2     |         |
|     |               |        |        |       |         |
|     | TOTAUX        | 14     | 0      | 3     | 0       |

- TM Up : test-match pour départager des égalités, ou toutes formes de Barrages ou de Tour final pour une montée éventuelle.
- TM Down : test-match pour départager des égalités, ou toutes formes de Barrages ou de Tour final pour le maintien.

### Classement saison par saison
| Ordre | Saison  | Nom du club         | Niveau                         | Classement final | Remarques                        |
| ----- | ------- | ------------------- | ------------------------------ | ---------------- | -------------------------------- |
| 1     | 2007-08 | K. FC Sint-Lenaarts | Promotion série C              | 5e/16            |                                  |
| 2     | 2008-09 | K. FC Sint-Lenaarts | Promotion série C              | 4e/16            |                                  |
| 3     | 2009-10 | K. FC Sint-Lenaarts | Promotion série C              | 4e/16            | Tour final                       |
| 4     | 2010-11 | K. FC Sint-Lenaarts | Promotion série C              | 5e/16            |                                  |
| 5     | 2011-12 | K. FC Sint-Lenaarts | Promotion série C              | 7e/16            |                                  |
| 6     | 2012-13 | K. FC Sint-Lenaarts | Promotion série C              | 7e/16            |                                  |
| 7     | 2013-14 | K. FC Sint-Lenaarts | Promotion série C              | 10e/16           |                                  |
| 8     | 2014-15 | K. FC Sint-Lenaarts | Promotion série C              | 9e/16            |                                  |
| 9     | 2015-16 | K. FC Sint-Lenaarts | Promotion série C              | 5e/16            | Relégué                          |
| 10    | 2016-17 | K. FC Sint-Lenaarts | Division 3 Amateur VFV série B | 3e/16            | Promu via tour final!            |
| 11    | 2017-18 | K. FC Sint-Lenaarts | Division 2 Amateur VFV série B | 16e/16           | Relégué                          |
| 12    | 2018-19 | K. FC Sint-Lenaarts | Division 3 Amateur VFV série B | 4e/16            | Tour final                       |
| 13    | 2019-20 | K. FC Sint-Lenaarts | Division 3 Amateur VFV série B | 5e/16            | Saison arrêtée le 12 mars 2020 ! |
| 14    | 2020-21 | K. FC St-Lenaarts   | Division 3 VFV série B         | N/A              | Saison annulée!                  |
| 15    | 2021-22 | F. FC St-Lenaarts   | Division 3 VFV série B         | .../16           |                                  |